# 伊斯蘭聯盟
伊斯蘭聯盟是20世紀初荷屬東印度（今印度尼西亚）一個伊斯蘭群眾團體。其前身是旨在抵抗華裔商人的穆斯林商人組織——伊斯蘭商業聯盟（Sarekat Dagang Islam），後期在擴大規模的同時成為一個越發激進的民族主義組織，開始抵抗殖民統治；這個組織在1910年代至1920年代初甚至擁有空前的動員能力。伊斯蘭聯盟在1923年改組為伊斯蘭聯盟黨，至1929年改稱印度尼西亞伊斯蘭聯盟黨，直至1973年才因應蘇哈托政府的要求，和其他伊斯蘭政黨併入建設統一黨。

## 歷史

### 組成
伊斯蘭聯盟的前身是於1909年和1910年先後在巴達維亞（今雅加達）和伯伊滕佐格（今西爪哇省茂物市）成立的伊斯蘭商業聯盟。這個組織的創辦人是爪哇貴族出身的記者迪爾托·阿迪·蘇里約，他的目的是聯合同樣是穆斯林的阿拉伯裔商人和土著商人，抵抗當時活躍於東印度群島商界的華裔商人。
梭羅的蠟染業大戶哈吉·沙曼胡迪受到這些事件的啟發，在1911年憑着迪爾托的幫助在梭羅成立同樣的組織，並率先在組織綱領上採用「伊斯蘭聯盟」這個名稱。後來各地成立的同類組織也採用同一個名稱。

### 擴大
沙曼胡迪在1912年9月10日卸任梭羅伊斯蘭聯盟主席的職務，由泗水支部的佐克羅阿米諾托接替。佐克羅阿米諾托以能言善辯聞名，在他的領導下，伊斯蘭聯盟在爪哇島各地開設支部，迅速擴大組織的規模。在巴達維亞、泗水、三寶瓏和萬隆發行機關報之後，1913年1月伊斯蘭聯盟在泗水舉行了當地首次大規模政治宣傳大會，參加者達數萬人。佐克羅阿米諾托動員群眾的三大戰術是：一、參加新聞事業（發行機關報），二、內部的組織工作和運作，三、集會和演說。這樣一來，一開始就可以動員數十萬名土著，由此佐克羅阿米諾托成為了印尼第一位職業政客。伊斯蘭聯盟的會員人數從1912年4月的4500人增加到1913年4月的15萬人；1914年伊斯蘭聯盟開始在爪哇島以外活動之後，到當年4月會員人數已經增加到37萬人。同月伊斯蘭聯盟在梭羅召開一次大會，通過排除「非土著」的決議，把他們在創立初期為了組成一個抗衡華人的統一戰線而試圖拉攏的阿拉伯人驅逐出去，原因是當地的阿拉伯人開始跟華人和解，以及阿拉伯人遭受批評，被指摘壓榨土著。
1910年代初伊斯蘭聯盟之所以能夠迅速擴大，主因是這個組織高舉伊斯蘭教大旗。東印度群島的穆斯林大約佔全體人口的九成，所以他們潛在的動員能力比既有的各類組織要大得多。另外，在組織擴大的同時，伊斯蘭聯盟的主導權也從參加伊斯蘭商業聯盟的商人手上，轉移到貴族出身、而且接受過荷蘭文教育的知識分子手上。
創立初期的伊斯蘭聯盟意圖和荷蘭殖民政府保持良好關係，同時他們打算為受到荷蘭殖民統治的人民謀求福祉，要求殖民政府開設議會，令本地居民有機會表達自己的訴求。殖民政府在當時也容許伊斯蘭聯盟的活動，1912年11月伊斯蘭聯盟向政府申請成為合法組織，殖民政府在1913年6月30日確立了逐個承認伊斯蘭聯盟的地方支部的方針，最終在1916年正式承認中央伊斯蘭聯盟是合法組織。

### 轉趨激進

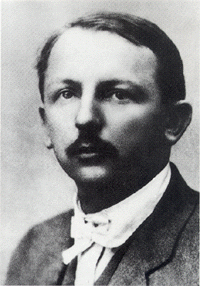
荷蘭共產主義者馬林把共產主義思想傳播到東印度群島，還訓練司馬溫、達索諾等土著成為共產主義活動的領袖。

不斷擴大勢力的伊斯蘭聯盟實際上只不過是「地方支部的聯合體」。中央伊斯蘭聯盟不一定控制得到地方支部的活動，地方支部也出現過違反中央伊斯蘭聯盟章程的情況。例如，在工會運動中嶄露頭角的青年運動家司馬溫所領導的三寶瓏支部在其影響下變得激進。當時的三寶瓏是新興工業城市，不同組織發起的工人運動如火如荼。1914年5月，居住在東印度群島的荷蘭人和歐亞人在三寶瓏成立一個名為「東印度社會民主聯盟」（下稱社民盟）的共產主義政黨，也就是後來的印度尼西亞共產黨。當時年屆17歲，隸屬於伊斯蘭聯盟三寶瓏支部的司馬溫仰慕參加社民盟的荷蘭裔共產主義運動家馬林，並接受對方的遊說，在1915年加入這個組織。伊斯蘭聯盟會員加入社民盟後便擁有「雙重黨籍」，但當時同時參加多個政治組織的人士並不罕見。馬林的戰略是在派黨員參與其他現有組織，提高共產主義者在這些組織的影響力，令整個組織處於社民盟的影響下；然而馬林不是穆斯林，不可以加入伊斯蘭聯盟，於是就利用司馬溫成功赤化伊斯蘭聯盟的三寶瓏支部。
受到地方支部激進派的影響，伊斯蘭聯盟在1917年10月召開第二次代表大會的時候通過一份提倡反殖民主義，為東印度群島爭取自治權的綱領。這份綱領語調激昂，指控殖民統治的根基——資本主義是「罪大惡極的資本主義」，不過一方面綱領沒有譴責民族資產階級，以免失去他們的支持，另一方面綱領並沒有放棄必須以合法方式從事鬥爭的路線。

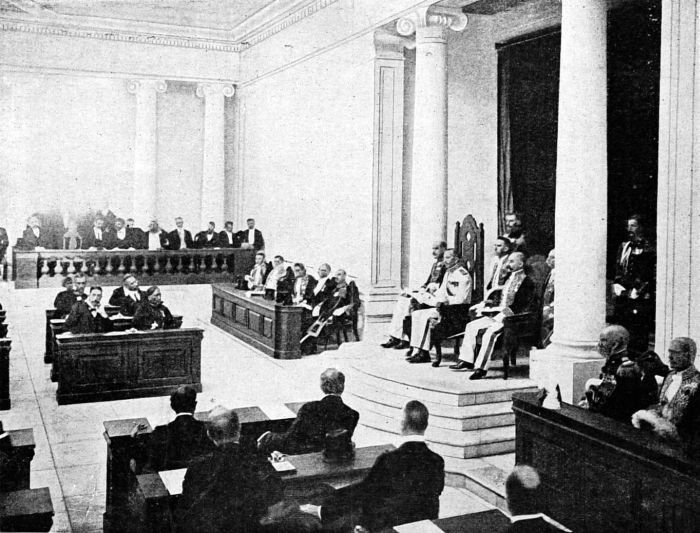
人民議會第一次會議在1918年5月18日召開，荷屬東印度總督約翰·保羅·范·林堡·斯蒂魯姆坐在右方高台上中間的椅子，主持會議。

1918年5月，荷蘭殖民政府為總督設立一個只具有諮詢功能的議會，稱為人民議會。出身伊斯蘭聯盟的人民議會議員除了總督委任的佐克羅阿米諾托，還包括在議會選舉中勝出的聯盟副主席阿卜杜爾·穆伊斯。他們躋身議會之後曾要求殖民政府提升土著地位和擴大自治權，但聯盟內部的激進派認為聯盟領袖的行動太溫和，並不滿意。
1918年9月至10月期間伊斯蘭聯盟召開第三次代表大會，部分出身自三寶瓏支部的社民盟黨員成為聯盟的領袖，其中司馬溫當選中央執行委員會會員，達索諾當選宣傳局委員，阿利明也成為中央領導層的一份子。伊斯蘭聯盟一改過往溫和的行動方針，以更激進的路線取而代之。佐克羅阿米諾托考慮激進派的意見，在同年11月向人民議會提出一項動議，向殖民政府提出更尖銳的要求：在1921年底或之前以公正的選舉改選立法機構，並成立一個向議會負責的政府。
伊斯蘭聯盟轉趨激進之後，荷蘭殖民政府便開始對他們提高警覺。政府認為1919年6月和7月先後在托利托利（今屬中蘇拉威西省）和牙律（今屬西爪哇省）發生的兩場暴亂都和聯盟有關，於是改變過去溫和的態度，並開始打壓聯盟。雖然聯盟的高層否認他們和上述的地方暴動有關聯，不過殖民政府仍然拘捕聯盟不少幹部，並判處佐克羅阿米諾托監禁11個月。在殖民政府加緊取締聯盟的同時，一般會員憂慮聯盟的會員證可能會為自己帶來麻煩，於是退出聯盟，令聯盟的會員人數大減，聯盟的群眾基礎也開始急速萎縮。

### 分裂

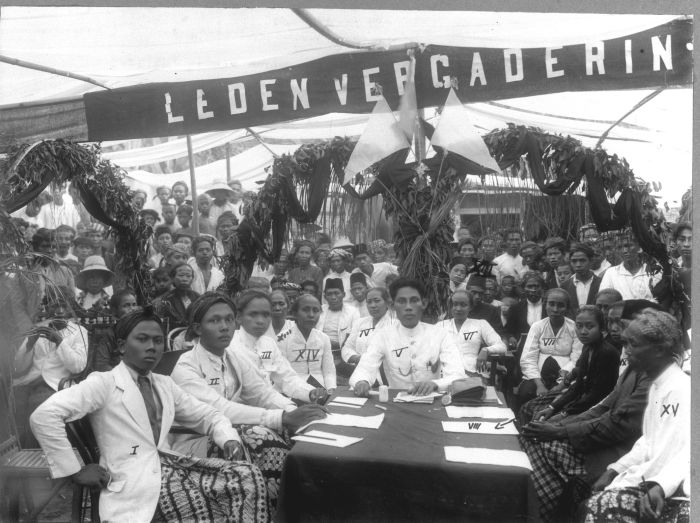
1921年9月25日在三寶瓏附近的卡利翁伍（Kaliwoengoe）召開的伊斯蘭聯盟大會

因地方暴亂而被削弱的伊斯蘭聯盟開始探索復興的方向。這時候，中央伊斯蘭聯盟理事阿古斯·沙林開始得到佐克羅阿米諾托的信任。沙林接受過西式教育，是一位冷靜的合理主義者，而且熟悉伊斯蘭教教義和旨在令伊斯蘭教追上時代的伊斯蘭改革主義。沙林主張，伊斯蘭聯盟應當脫胎換骨：擺脫過去狂熱和以佐克羅阿米諾托的個人魅力維繫的特質，不再涉及衝動、散漫的暴動。除了在反殖民地主義、反資本主義這兩個方面與共產主義者保持並肩作戰，他還認為伊斯蘭聯盟必須把伊斯蘭教列為指導原則，以糾正運動的方向。
聯盟在第一次世界大戰之後的經濟混亂期找到工會運動的新出路。聯盟屬下擁有7萬2000名會員的22個工會在1919年12月組成「勞工運動聯盟」（Persatuan Pergerakan Kaum Buruh），本來聯盟主席人望最高的候選人是別名「罷工王」的（糖業）製造廠員工協會（Personeel Fabrick Bond，會員人數3萬1000人）主席蘇里約普拉諾托，不過司馬溫成功使計阻止蘇里約普拉諾托當選，並推舉身在獄中的中央伊斯蘭聯盟秘書兼鐵路及電車職工會（Vereniging van Spoor-en Tramwegpersoneel，會員人數1萬1000人）主席索斯羅卡托諾（Sosrokartono）擔任聯盟的主席。聯盟的署理主席一職由司馬溫本人擔任，秘書一職則由沙林擔任。領導三寶瓏支部和鐵路及電車職工會的司馬溫等人組成三寶瓏派，領導日惹支部和製造廠員工協會的沙林和蘇里約普拉諾托等人則組成日惹派，兩派開始較量罷工的成果，也開始奪取聯盟屬下的工會。兩派的較量削弱了佐克羅阿米諾托在聯盟的影響力。
除了爭取工會主導權，上述兩派之間還有一個無法妥協的根本分歧——這兩派可以在反殖民地主義、反帝國主義兩方面齊心協力，不過談到應該先實現民族解放還是階級解放、國家的權力中樞應該由哪個階級主導的問題，這兩派就沒有妥協的空間了。沙林等人的日惹派厭惡三寶瓏派的背後有第三國際的影子，司馬溫等人的三寶瓏派則批評沙林訴諸泛伊斯蘭主義。
三寶瓏派成功借助工會運動達成加薪等目標，從而擴大自身的勢力。因此沙林等人的日惹派開始憂慮，他們認為他們之所以會失敗，是因為聯盟承認雙重黨籍，於是在1921年3月伊斯蘭聯盟第五次代表大會期間提出這個問題，不過當時佐克羅阿米諾托重視聯盟的統一，反對這個建議，結果不了了之。不過，同年6月司馬溫說服14個工會脫離勞工運動聯盟，接受社民盟的直接指導，把三寶瓏派和日惹派的對立引向頂點。聯盟在10月召開第六次代表大會，佐克羅阿米諾托因為遭到檢控而無法出席。經過一連串激烈的論戰，大會通過了禁止會員持有多重黨籍的議案，自此伊斯蘭聯盟的會員再也不可以同時擁有社民盟的黨籍。結果司馬溫等社民盟黨員紛紛退出伊斯蘭聯盟。
為了對抗社民盟侵蝕聯盟支部的現象，伊斯蘭聯盟在1923年2月按照政黨的組織架構進行改組，稱為伊斯蘭聯盟黨。為了以激進路線爭取群眾支持，伊斯蘭聯盟黨在1924年8月召開黨代會，通過了對殖民政府和人民議會的不合作政策；另一方面他們嘗試避免與政府發生衝突，並訴諸泛伊斯蘭主義，試圖以此維持甚至擴大伊斯蘭聯盟黨的勢力。
伊斯蘭聯盟黨雖然以跟既有的伊斯蘭社會團體並肩作戰為方針，但未能與伊斯蘭保守派保持戰友關係，而開始向屬於改革派的穆罕馬迪亞和阿赫邁底亞靠攏。然而這兩個組織是競爭對手，由於佐克羅阿米諾托選擇向阿赫邁底亞靠攏，穆罕马迪亚便在1928年宣布跟伊斯蘭聯盟黨決裂，結果使得伊斯蘭聯盟黨未能成為東印度群島穆斯林的代表勢力。1927年1月伊斯蘭聯盟黨向和第三國際有聯繫的「反殖民壓迫鬥爭同盟」靠攏，顯示出反殖的跡象，因此遭到殖民政府的打壓，所以在同年9、10月召開的黨代會上，他們不得不恢復溫和的不合作路線。1929年伊斯蘭聯盟黨改稱印度尼西亞伊斯蘭聯盟黨，試圖恢復原有的勢力規模，不過截至1930年，伊斯蘭聯盟黨只是一個擁有1萬9000名黨員的小政黨。
殖民政府對民族主義運動採取強硬路線，令民族主義運動的周邊環境更加嚴峻的時候，佐克羅阿米諾托在1934年12月逝世。之後，在伊斯蘭聯盟黨如何運作的問題上，有的黨員認為他們應該繼續奉行不合作路線，對抗殖民政府，也有黨員認為他們應該轉而跟殖民政府合作，結果引起了一次深刻的內部矛盾。當時伊斯蘭聯盟黨的主流派主張延續不合作路線，沙林卻認為，在政府的取締行動變得越來越嚴厲的時候，如果伊斯蘭聯盟黨仍然固守不合作路線，不但會限制自身的活動，還會疏離群眾，於是他在1935年3月要求伊斯蘭聯盟黨的高層放棄不合作路線，並得到穆罕默德·魯姆等人的支持。主流派沒有接納他的意見，而是在1937年開除沙林、魯姆等29人的黨籍。沙林、魯姆等人離開伊斯蘭聯盟之後，另外組建了一個新政黨，稱為「覺醒運動」（Pergerakan Penyadar）。
1939年5月，伊斯蘭聯盟黨因應東印度群島周邊波動的政治形勢，決定改與殖民政府合作，並參加奉行合作路線的組織組成的統一戰線組織「印度尼西亞政治聯盟」（Gabungan Politiek Indonesia）。有的黨員堅持不合作路線，反對這個決定，並決定退出伊斯蘭聯盟黨；後來發起伊斯蘭之家運動的瑟卡馬吉·馬利占·卡尔多苏威罗就是其中之一。印度尼西亞政治聯盟一方面在反法西斯主义這方面和荷蘭合作，另一方面則要求荷蘭殖民政府准許東印度群島自治，並設立一個完整的議會，卻被荷蘭殖民政府拒絕，延續一向以來民族主義者無法成功和荷蘭殖民政府合作的局面。最終，荷蘭殖民政府在1940年5月禁止伊斯蘭聯盟黨運作。

### 1942年後

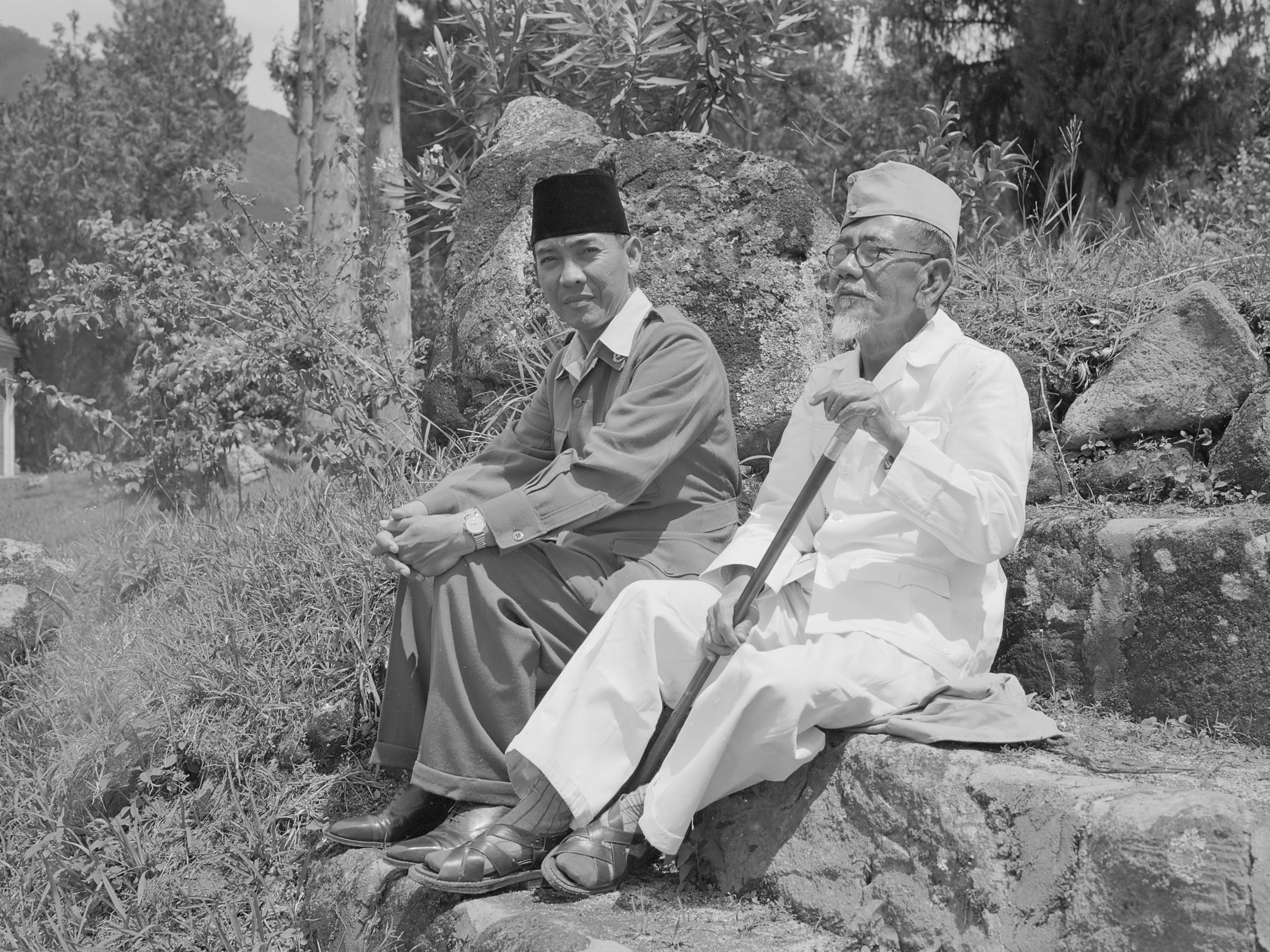
獨立戰爭期間，蘇卡諾（左）和阿古斯·沙林在1949年被荷蘭殖民政府拘禁。蘇卡諾是印尼首任總統，阿古斯·沙林是當時的外交部長。

伊斯蘭聯盟黨在1942年日本佔領荷屬東印度之後再次成立，卻在同年5月被軍政當局解散。日本的戰敗結束了日本在東印度群島實行的軍政，印尼也在1945年8月17日宣布獨立；隨後荷蘭人回到印尼，掀起了印尼獨立戰爭的序幕。獨立戰爭期間，伊斯蘭聯盟黨在1947年第三次成立，一方面支持社會黨黨魁阿米爾·謝里夫丁領導的內閣，一方面又參加在日佔時期成立，在印尼獨立後重組的馬斯友美黨。當時伊斯蘭聯盟黨的領袖除了佐克羅阿米諾托的兒子——安瓦爾和哈索諾，還包括阿魯吉·卡塔維納塔。
印尼在1945年實行議會內閣制，至1955年舉行第一次立法機構選舉，伊斯蘭聯盟黨在這次大選贏得2.9%選票，獲得8個國會議席。之後蘇哈托在1965年九三〇事件之後上台執政，結束蘇卡諾的統治和有領導的民主時期，然後在1971年舉行第二次立法機構選舉，這次伊斯蘭聯盟黨在這次大選贏得2.39%的選票，獲得10個國會議席。1973年1月蘇哈托政府制定政黨法，把伊斯蘭聯盟黨等伊斯蘭政黨併入建設統一黨，形成建設統一黨、專業集團（在1971年立法選舉中大勝的執政黨）和印度尼西亞民主黨（由其他非伊斯蘭政黨合併而成的政黨）三足鼎立的局面。
1998年蘇哈托下台後，印尼出現了兩個伊斯蘭聯盟命名的政黨，一個是在1998年5月21日成立的「1905年印度尼西亞伊斯蘭聯盟黨」，另一個是在同年5月29日成立的「印度尼西亞伊斯蘭聯盟黨」。這兩個政黨都參加了1999年的立法選舉，其中印度尼西亞伊斯蘭聯盟黨贏得0.36%的選票，獲得一個國會議席。

## 備註
1. ↑  當時荷蘭殖民政府把人口分為歐洲人（Europeanen）、外國東方人（Vreemde Oosterlingen）和土著（Inlanders）三類，這三種人在法律上的地位並不一致。華人和阿拉伯人都屬於外國東方人[1]。
2. ↑  阿拉伯裔商人借助伊斯蘭教聯合土著商人，華人卻在19世紀末開始在商法、刑法上和歐洲人平起平坐，所以阿拉伯裔商人也開始認為華人威脅到他們。
3. ↑  佐克羅阿米諾托在1912年起草伊斯蘭聯盟章程的時候，使用的名稱是「伊斯蘭聯盟」而不是「伊斯蘭商業聯盟」[3]。
4. ↑  截至1919年，伊斯蘭聯盟已經在爪哇島設立105個支部，還在外島（爪哇島以外）設立100個支部[10][11]。

## 腳註
1. ↑  深見（1975），第125頁.
2. ↑  深見（1975），第116-118頁.
3. ↑  深見（1975），第122頁.
4. ↑  永積（1980），第148頁.
5. ↑  Shiraishi 1990，第49頁.
6. ↑  白石（1997年），第10頁.
7. 1 2  間苧谷（1970年），第161頁.
8. ↑  深見（1975年），第117-118頁.
9. ↑  Van Niel 1960，第113頁.
10. ↑  深見（1978），第74頁.
11. ↑  永積（1980），第155頁.
12. ↑  深見（1977），第160-161頁.
13. ↑  深見（1977年），第158頁.
14. ↑  永積（1980年），第199-200頁.
15. ↑  McVey 1965，第364-369頁.
16. ↑  永積（1980年），第200頁.
17. ↑  間苧谷（1970年），第162-163頁.
18. 1 2  早瀬・深見（1999年），第286-287頁.
19. ↑  間苧谷（1970年），第163-164頁.
20. ↑  永積（1980年），第209-214頁.
21. 1 2  間苧谷（1970年），第164頁.
22. ↑  Ricklefs 1993，第174頁.
23. ↑  間苧谷（1970年），第166頁.
24. ↑  永積（1980年），第159頁.
25. ↑  Shiraishi 1990，第219-220頁.
26. ↑  Van Niel 1984，第154頁.
27. ↑  間苧谷（1970年），第168頁.
28. 1 2  永積（1980年），第229-230頁.
29. ↑  間苧谷（1970年），第168-169頁.
30. ↑  間苧谷（1970年），第171頁.
31. ↑  間苧谷（1970年），第176頁.
32. ↑  白石（1997年），第15-16頁.
33. ↑  間苧谷（1970年），第172-176頁.
34. ↑  Ricklefs 1993，第191頁.
35. ↑  間苧谷（1970年），第180頁.
36. ↑  間苧谷（1970年），第181-182頁.
37. ↑  倉沢（1992年），第9章.
38. ↑  首藤（1993年），第70頁.
39. ↑  大形（1995年），第149-150頁.
40. ↑  Kompas 1999.
41. ↑  KPU 1999.